# Hydatoscia ategua
Hydatoscia ategua är en fjärilsart som beskrevs av Druce 1892. Hydatoscia ategua ingår i släktet Hydatoscia och familjen mätare. Inga underarter finns listade i Catalogue of Life.